# Thereva circumscripta
Thereva circumscripta ist eine Fliege aus der Familie der Luchsfliegen (Therevidae).

## Merkmale
Die Fliegen erreichen eine Körperlänge von 7 bis 13 Millimetern, wobei die Männchen minimal 9,5 Millimeter lang werden. Das dritte bis sechste, manchmal auch das zweite Hinterleibssegment ist weißgelb oder goldgelb gefärbt und unbestäubt. Unterseits ist der Körper hellgrau und locker gelblich behaart. Die Männchen sind auf der Oberseite des Körpers dicht schwarz bis schwarzbraun, am Kopf gelbbraun behaart. Am Mesonotum sind zwei Längslinien gut erkennbar. Die Flügel sind leicht dunkelbraun gefärbt und haben ein schwarzbraunes Flügelmal. Die Stirnschwielen sind beim Weibchen doppelt so breit, wie hoch. 

## Vorkommen und Lebensweise
Die Art ist in Mittel- und Südeuropa weit verbreitet. Man findet die Imagines von Mai bis August in sandigen Lebensräumen in der Strauchschicht. Die Larven entwickeln sich in Humus und Mulm. 